# Geschützter Landschaftsbestandteil Kleingewässer (östlich Saal)

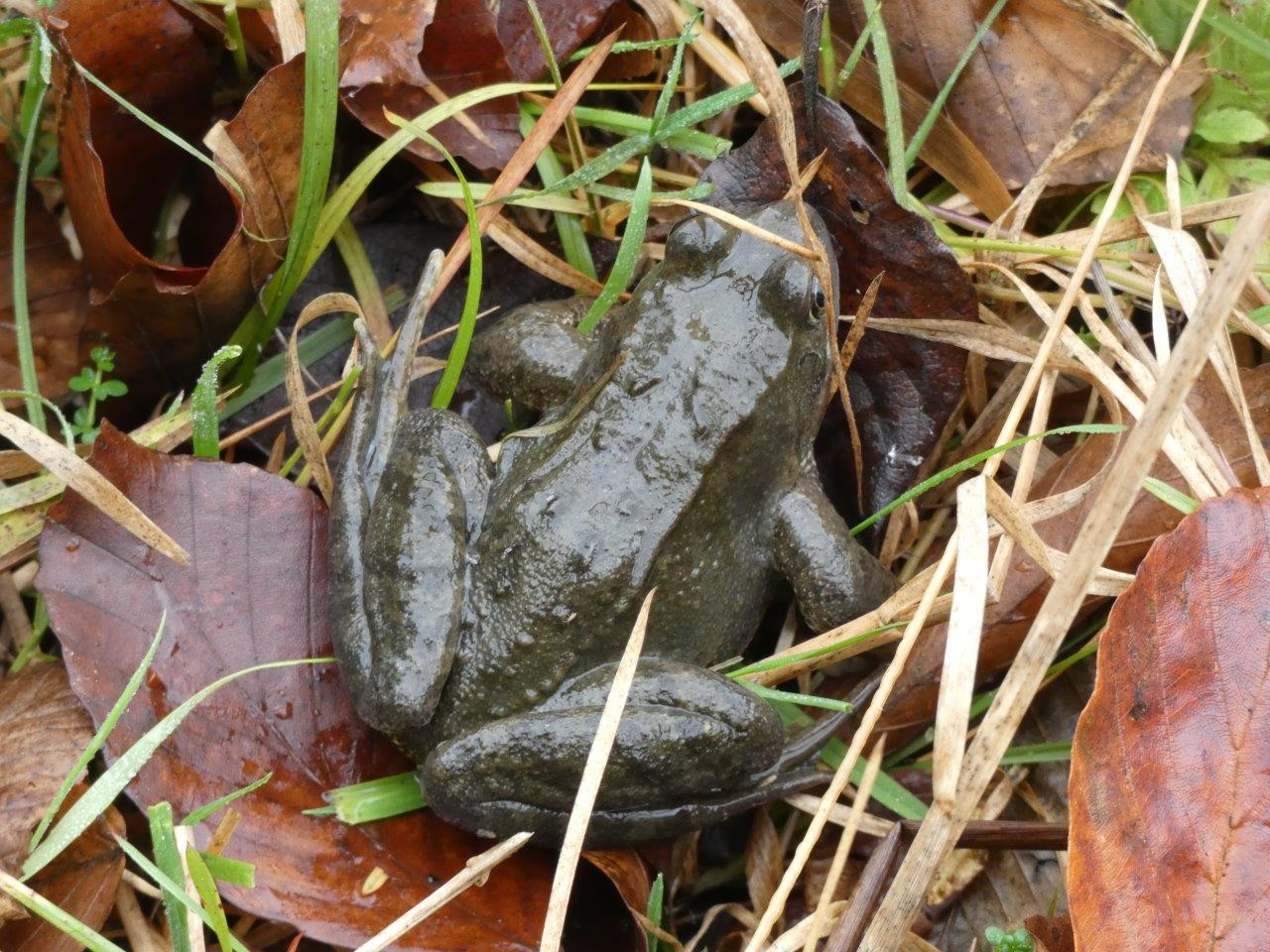
Grasfrosch im Geschützten Landschaftsbestandteil Kleingewässer östlich Saal

Mitglieder vom Verein für Natur- und Vogelschutz im Hochsauerlandkreis 1984 beim Entschlammen des Tümpels

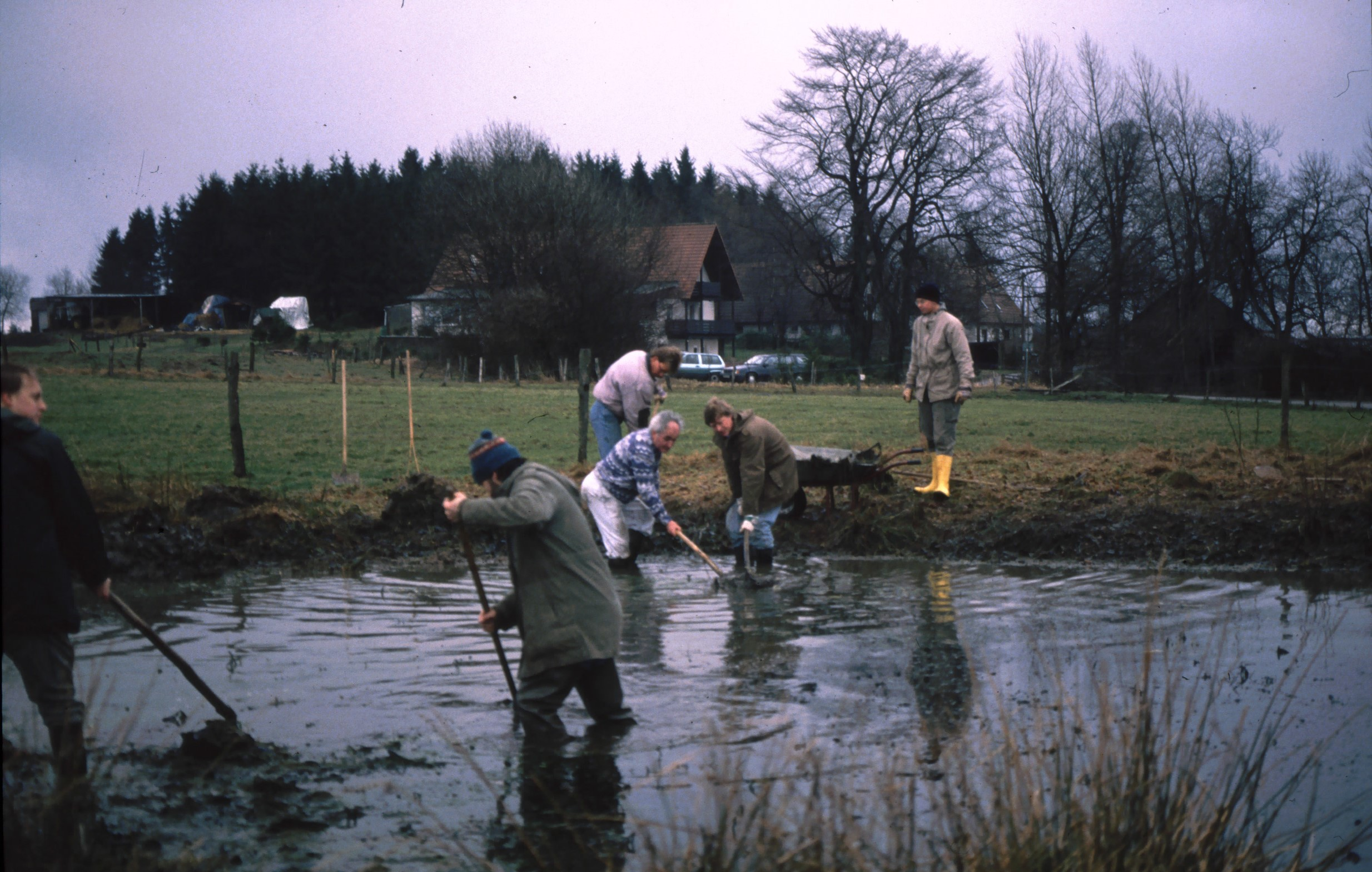
Entschlammung 1995

Der Geschützte Landschaftsbestandteil Kleingewässer (östlich Saal) mit einer Größe von 0,2 ha bzw. 30 × 30 m liegt beim Weiler Saal im Stadtgebiet von Sundern (Sauerland). Das Gebiet wurde 1993 mit dem Landschaftsplan Sundern erstmals mit dem Namen Geschützter Landschaftsbestandteil Kleingewässer östlich Saal durch den Hochsauerlandkreis als Geschützter Landschaftsbestandteil (LB) ausgewiesen. 2019 wurde der LB mit Namen Geschützter Landschaftsbestandteil Kleingewässer erneut ausgewiesen.

## Gebietsbeschreibung
Beim LB handelt es sich um einen Tümpel umgeben von Grünland. Das Gewässer ist stark eutrophiert und umgeben von einer nicht trittfesten Verlandungszone. Im Tümpel laichen Grasfrosch, Bergmolch und Fadenmolch.

## Schutzzweck
Erhaltung eines Refugialbiotops für Amphibien, Libellen und Wasserinsekten.

## Verbote und Entwicklungsmaßnahmen des Landschaftsplanes von 2019
Wie bei allen geschützten Landschaftsbestandteilen besteht nach § 29 Abs. 2 BNatschG das Verbot dieses zu beschädigen, auszureißen, auszugraben oder Teile davon abzutrennen oder auf andere Weise in seinem Wachstum oder Erscheinungsbild zu beeinträchtigen. Eine ordnungsgemäße Pflege ist vom Verbot ausgenommen. Es ist auch verboten Stoffe oder Gegenstände im Bereich des Geschützten Landschaftsbestandteils anzubringen, zu lagern, abzulagern, einzuleiten oder sich ihrer in anderer Weise zu entledigen, die das Erscheinungsbild oder den Bestand des Geschützten Landschaftsbestandteils gefährden oder beeinträchtigen können. Dies gilt auch für organische oder mineralische Düngemittel und Futtermittel.
Speziell für das LB wurde zwei Entwicklungsmaßnahmen festgesetzt:
- „das Gewässer ist zu entschlammen; zu seinem Erhalt ist dieses im Turnus von nicht über 10 Jahren zu wiederholen;“
- „eine extensive Mahd der Pufferzone ist durch vertragliche Regelungen sicherzustellen, z. B. im Rahmen des Kulturlandschaftspflegeprogrammes des HSK.“[2]

## Schutzmaßnahmen

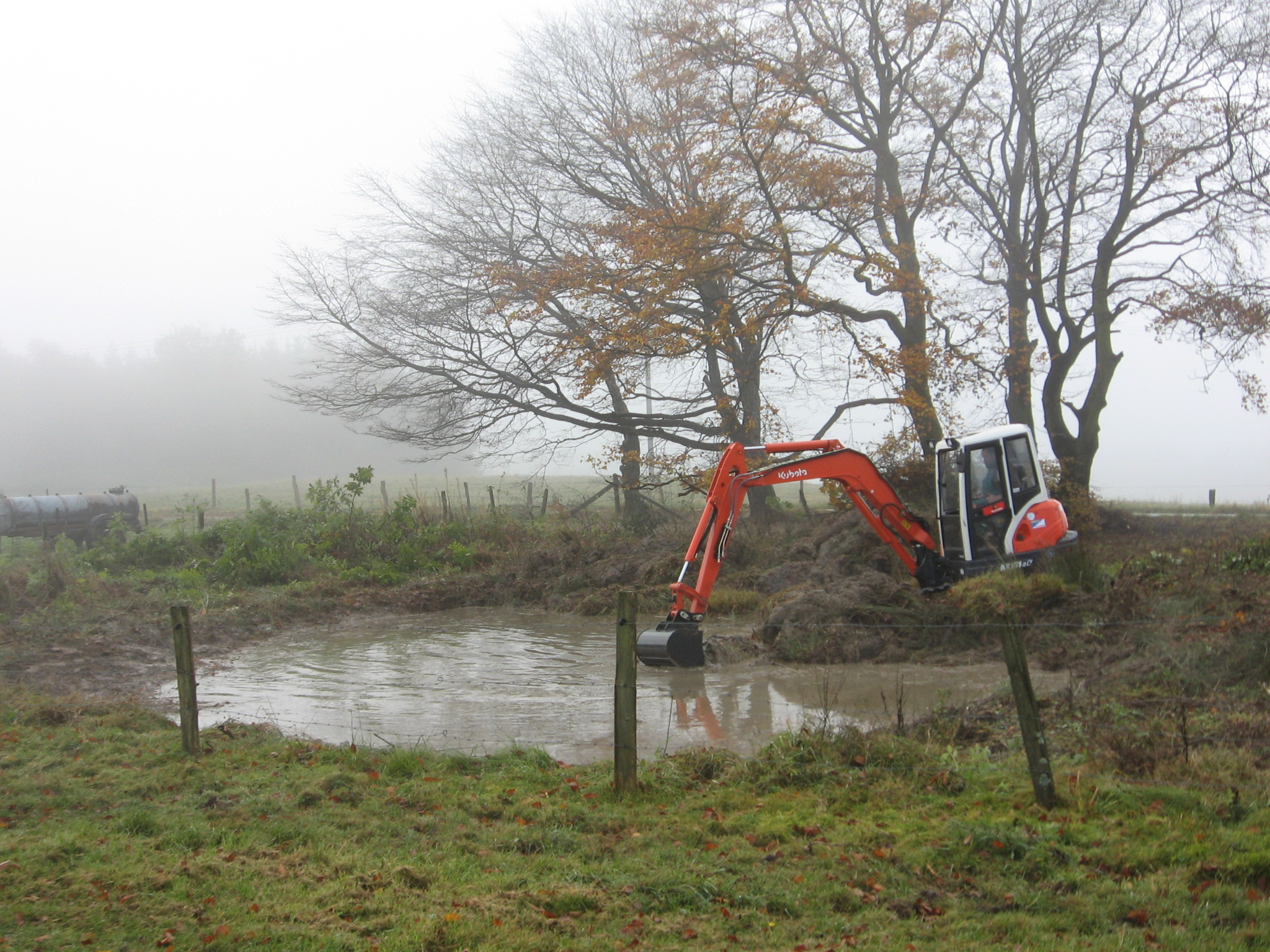
Bagger bei Ausbaggern des verlandeten Tümpels 2008

1984 wurde der stark verlandete Tümpel per Hand bei einem Arbeitseinsatz des Vereins für Natur- und Vogelschutz im Hochsauerlandkreis (VNV) entschlammt und eingezäunt. Der Zaun wurde gezogen, damit das Weidevieh nicht mehr zum Tümpel kommt. Das Gebiet wurde 1988 vom VNV angepachtet. Von 1984 bis 1988 hatte es eine mündliche Schutzvereinbarung mit dem Eigentümer gegeben. 1993 erfolgte die Schutzausweisung als Geschützter Landschaftsbestandteil. Bis Ende der 1990er Jahre wurde der Tümpel in regelmäßigen Arbeitseinsätzen des VNV entschlammt. Danach wurden die Entschlammungsaktionen eingestellt. Als 2008 der Tümpel fast verlandet war, kam es zum Einsatz eines Minibaggers. Es wurden 30 m³ Aushub ausgebaggert und zur Deponierung abgefahren. Die Maßnahme wurde mit Fördergeldern der Unteren Landschaftsbehörde des Hochsauerlandkreises bezahlt. Der VNV wurde für die langjährige Schutzarbeit am Tümpel 2008 mit dem RWE-Klimaschutzpreis 2008 der Stadt Sundern ausgezeichnet.